# Зосимова, Елена Борисовна
Еле́на Бори́совна Зо́симова (род. 11 сентября 1975, Москва; более известна как Ле́на Зо́симова) — российская поп-певица и телеведущая, актриса, дочь основателя телеканала MTV Россия, продюсера и менеджера Бориса Зосимова.

## Биография
Родилась в семье Бориса Гурьевича и Нины Афанасьевны Зосимовых, отец в 1990-е годы являлся крупным деятелем в шоу-бизнесе России, владельцем BIZ Enterprises, BIZ-TV, PolyGram Russia и основателем телеканала MTV Россия.
Елена Зосимова с детства мечтала о карьере певицы.
В 1987—1989 гг. училась в музыкальной школе по классу фортепиано. В 1989—1991 гг. — в хореографической школе, параллельно брала частные уроки бальных танцев.
В 1991 году окончила среднюю школу и записала первую песню с Игорем Николаевым (Этот новый парень). В 1992—1998 брала частные уроки вокала и выступала в разных городах России и Украины.

### Карьера
В 1991 году Зосимова дебютировала в телеконкурсе «Утренняя звезда». В 1991 году записала свою первую песню: «Этот новый парень», в 1992 году «Линия любви», «Тонкий лёд», «Вот и всё». На песню «Этот новый парень» был снят видеоклип, в съёмках которого принял участие Богдан Титомир, а режиссёром клипа стал Григорий Константинопольский. Клип попал в музыкальные хит-парады телекомпании BIZ-TV, основанной её отцом Борисом Зосимовым, которые транслировались на канале 2х2; а также в эфиры телеканалов ОРТ и ТВ-6.
В 1993—94 гг. Зосимова гастролировала по стране. В конце 1994 года вышел её первый альбом «Всё впереди», в который вошли песни «Этот новый парень», «Под музыку диско» (при участии Владимира Преснякова), «Не сходи с ума», «Линия любви» и «Тонкий лёд». В клипе на песню «На южном берегу» снялся телеведущий Игорь Верник.
К новому 1997 году Лена принимает участие в рождественском проекте «Новый год зовёт», в котором участвовали 18 ведущих артистов компании PolyGram Russia. Одноимённую песню исполнила компания российских «звёзд»: Евгений Маргулис, Борис Моисеев, Влад Сташевский, Марина Хлебникова, Лена Зосимова, группы «Восток», «Ди-Бронкс & Натали», «Штар», Юрий Шатунов, Аркадий Укупник и другие.
Второй альбом Лены Зосимовой «Не виновата я» был записан в США в 1995—1996 годах и вышел весной 1997 года. В него вошли песни «Не ревную», «Я и ты». Клип на песню «Обними меня», также вошедшую в этот альбом, снимался на Киевском вокзале, режиссёром был Андрей Лукашевич.
В 1996—1998 гг. проходят многочисленные гастроли по России. В 1998 году Лена планирует записать третий альбом, причём начинает самостоятельную работу, решив быть сама себе продюсером и директором, записывает песню «Надежда» с Ди-Бронксом. Но внезапно грянул кризис и планы на новый альбом пришлось отложить до лучших времён.
26 сентября 1998 года в России начинает вещание канал MTV, тоже принадлежащий её отцу. Зосимова параллельно с гастролями занимается административной работой, знакомится с новой телевизионной средой, коллективом и строит планы. В июле 1999 года на MTV появляется программа «Банзай!», рассказывающая о том, как ведут себя звёзды в необычных для них условиях: известные люди пробуют себя в той профессии, о которой мечтали в детстве; идея создания программы принадлежит Лене и двум её друзьям.
В 2002 году ушла с MTV вместе со всем основным составом ви-джеев, вследствие продажи канала её отцом Борисом Зосимовым, американскому конгломерату Viacom.
Весной 2002 года Зосимова планировала выпустить новый альбом и хотела, чтобы он состоял из лучших песен[прояснить]. В 2003 году Зосимова записала песню «Забудь», написанную и спродюсированную Максимом Фадеевым. Однако альбом не был выпущен, и Зосимова перестала заниматься музыкой.

## Личная жизнь
Муж — Михаил Хенкин — предприниматель.
Дети: сыновья Илья Хенкин (2004) и Борис Хенкин (2011).

## Дискография
1. Всё впереди!.. (1994)
2. Не виновата я (1997)

## Фильмы
- «Улицы разбитых фонарей» (1998—2019)
- «Вангелия» (2013)
- «Не сходи с ума» (1995)